# Старобелоусская улица
Старобелоусская улица (укр. Старобілоуська вулиця) — улица в Новозаводском районе города Чернигова. Пролегает от тупика возле улицы Ивана Мазепы до улицы Репкинская, что переходит в улицу Теробороны (Гагарина) при примыкании улицы Франко.
Примыкают улицы Пирогова, Вячеслава Черновола, Железнодорожная, Жабинского, Вячеслава Радченко, Старобелоусский переулок.

## История
1834 году была построена Петропавловская церковь при входе на территорию Петропавсловского кладбища, не сохранилась. 
В 1950-е годы улица застраивалась промышленными предприятиями, например предприятие по переработке и реализации рыбных товаров «Рыбсбыт» (ныне «Черниговрыба»). После Великой Отечественной войны был отстроен «Черниговский птицекомбинат» (дом № 71), основанный в 1936 году; в 1962-1967 и 1976-1977 годы была осуществлена реконструкция предприятия. 
В 1962 году создана Черниговская областная станция защиты растений (дом № 25 А), которая осуществляет организацию и методическое руководство борьбой с вредителями и болезнями с/х культур, сорняками.
Белоусская улица — в честь реки Белоус — была переименована на Старобелоусская улица — в честь села Старый Белоус.

## Застройка
Начало улицы (до примыкания улицы Жабинского) непарная сторона занята усадебной и многоэтажной жилой (5-9-10-этажные дома) застройкой, парная — учреждения обслуживания, старое кладбище (Петропавловское), частично малоэтажной жилой (2-этажные дома возле примыкания улицы Жабинского). Конец улицы (после примыкания улицы Жабинского) идёт в направлении ж/д линии Чернигов—Горностаевка, через 270 м делает поворот в северном направлении — пролегает параллельно ж/д линии. Конец улицы непарная сторона занята территорией промышленных предприятий, баз и складов, парная — учреждения обслуживания (два дома) и не застроена.  
Учреждения:
1. дом № 4 А — Управление превентивной деятельности ГУНП (национальной полиции) в Черниговской области. Областная организация «Профессиональное общество арестованных сотрудников органов внутренних дел». АТП-14462
2. дом № 6 — Петропавловское кладбище
3. дом № 18 — детсад № 7
4. дом № 25 А — Киевский научно-исследовательский институт судебных экспертиз; Черниговское областное отделение украинского национального фонда помощи инвалидам Чернобыля; Черниговская областная станция защиты растений
5. дом № 63 — территория «Холодторг» — сейчас здесь филиал Глобинского мясокомбината
6. дом № 69 — «Черниговрыба»
7. дом № 71 — территория птицекомбината — сейчас здесь мясокомбинат «Ритм»

Памятники истории и монументального искусства:
1. дом № 6 — Петропавловское кладбище (1801-1968) — истории вновь выявленный
2. на территории Петропавловского кладбища — памятник Герою Советского Союза Дмитрию Ивановичу Жабинскому — монументального искусства местного значения
3. на территории Петропавловского кладбища — 13 могил военных и деятелей искусства, 5 братских могил — истории местного значения или вновь выявленные
4. на территории Петропавловского кладбища — Группа братских могил советских воинов (Братская могила воинов Советской Армии, которые погибли в годы Великой Отечественной войны в боях за город Чернигов) — истории местного значения